# Labason
Labason (Bayan ng Labason) är en kommun i Filippinerna. Kommunen ligger på ön Mindanao, och tillhör provinsen Zamboanga del Norte. Folkmängden uppgår till 33 528 invånare.

## Barangayer
Labason är indelat i 20 barangayer.
| - Antonino (Pob.) - Balas - Bobongan - Dansalan - Gabu - Gil Sanchez - Imelda - Immaculada - Kipit - La Union | - Lapatan - Lawagan - Lawigan - Lopoc (Pob.) - Malintuboan - New Salvacion - Osukan - Patawag - San Isidro - Ubay |